# Makthar (délégation)
Pour les articles homonymes, voir Makthar et Maktar.
Makthar est une délégation tunisienne dépendant du gouvernorat de Siliana.
En 2004, elle compte 31 139 habitants dont 15 737 hommes et 15 402 femmes répartis dans 6 020 ménages et 6 383 logements.